# Санден, Молли
Молли Санден (швед. Molly My Marianne Sandén, род. 3 июля 1992, Стокгольм) — шведская певица, которая представляла свою страну на Детском конкурсе песни «Евровидение 2006» в Бухаресте, Румыния. Является старшей сестрой Фриды и Мимми Санден. Снималась в фильме Евровидение: история огненной саги.

## Биография
Молли родилась 3 июля 1992 года в Стокгольме. Петь начала в самом раннем возрасте вместе со своими сестрами. Известность Молли приобрела после представления своей страны на Детском конкурсе песни «Евровидение 2006» с песней «Det finaste någon kan få» (рус. «Лучшее, что можно иметь») заняв рекордное для Швеции третье место, несмотря на то, что другие скандинавские страны не принимали участия, и таким образом не имели права голосовать.
В 2009 году Молли участвовала в Мелодифестивален 2009, отборочной программе представителя Швеции на Евровидение 2009 в Москве с песней «Så vill stjärnorna» (рус. «Так хотят звезды»). В первом раунде она оказалась одной из восьми кандидатов, вышедших сразу в финал. Однако в финале дела не сложились, и она заняла последнее место, набрав всего два очка.
В 2010 приняла участие в танцевальной передаче «Let`s Dance», где её партнером был шведский танцор Йунатан Неслунд. Пара выбыла из передачи 21 марта заняв четвёртое место.
Молли озвучивала главную роль в шведском дублировании мультфильма Рапунцель: Запутанная история, премьера которого в Швеции состоялась 14 февраля 2011 года.
В 2012 году снова приняла участие в конкурсе Мелодифестивален, с песней «Why Am I Crying», снова пробравшись в финал и заняв в итоге пятое место.
В 2016 году Молли снова приняла участие в Мелодифестивалене с песней «Youniverse», написанной ей в соавторстве с Данни Сауседо и шведским музыкантом Джоном Алексисом.

## Личная жизнь
С 2007 по 2012 годы встречалась со шведским певцом Эриком Сааде. О разрыве отношений певица сообщила на своем блоге 9 января 2012. Во время участия в Мелодифестивален в том же году она подтвердила слухи о том что расставание послужило темой для её песни «Why am I Crying»
В августе 2012, на странице Санден в соцсети Facebook появилось сообщение о том, что она встречается с Найлом Хораном, участником группы One Direction, однако Молли позже опровергла это сообщение, объяснив, что её страницу взломали. 28 сентября того же года Молли сообщила, что во время поездки в Барселону ей стало плохо и её госпитализировали: врачи обнаружили у неё Сахарный диабет 1-го типа.
11 февраля 2013 Молли и Дэнни Сауседо официально объявили о своих недавних отношениях в Instagram'е и в интервью. На вопросы, касающихся отношений Молли и Данни, Эрик Сааде ответил на своей странице в Facebook. 12 марта 2016 стало известно о том, что Молли и Дэнни обручились..
В январе 2023 года Молли сообщила, что ждёт ребёнка.